# تسوکی پوئبلو (نیومکزیکو)
تسوکی پوئبلو (به انگلیسی: Tesuque Pueblo) یک منطقهٔ مسکونی در ایالات متحده آمریکا است که در شهرستان سنتافه، نیومکزیکو واقع شده‌است. تسوکی پوئبلو ۲۳۳ نفر جمعیت دارد و ۱٬۹۴۱٫۹ متر بالاتر از سطح دریا واقع شده‌است.